# 珍珠桥惨案

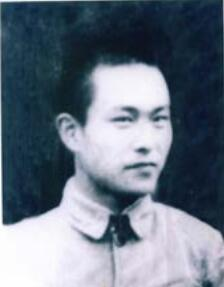
身亡學生杨桐恒（1906-1931），四川宣汉人，南京雨花台烈士陵最有名的九一八學潮烈士

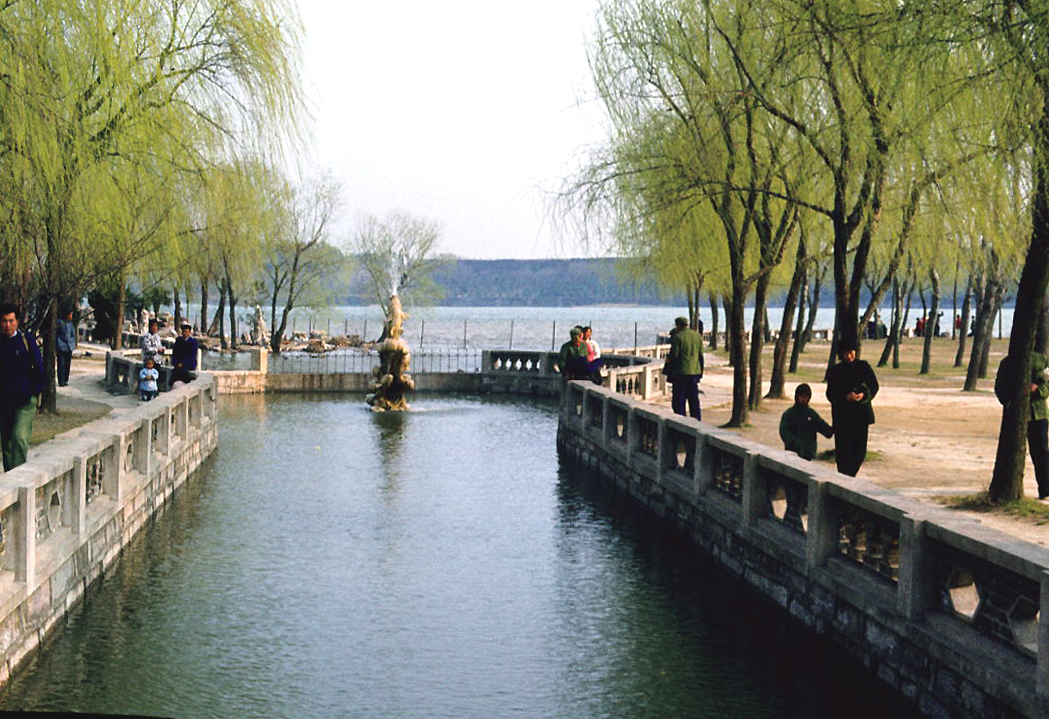
珍珠河屬玄武湖水系。珍珠橋慘案發生於珍珠河上。

珍珠橋慘案是1931年中國學生運動的高潮。自九一八事變後發生連綿三個月的九一八學潮，至12月17日南京共3萬餘學生遊行，學生不滿《中央日报》12月16日刊登評論指責學生由中國共產黨幕後支持，大肆破壞報馆。首都卫戍司令部军警搜捕，7名学生跳后窗跃入珍珠河内，其中杨桐恒被刺刀刺伤后跌入河里身亡。
翌日南京各校提早放寒假，1931年的中國學生運動告一段落。翌日國民革命軍包围國立中央大學，把外地学生押到下关火车站送回原籍。

## 前奏

### 12月15日捣毁外交部、劫走蔡元培
1931年九一八學潮發展到12月15日，3萬餘學生到外交部（今国民政府外交部旧址）和国民党中央党部（今临时政府参议院旧址）示威抗议，木棍捣毁外交部门窗，将官员殴成重伤。時任國民政府主席蒋中正派兩名中央委員——蔡元培（前任中華民國大學院院長）和陈铭枢（首都卫戍司令）在国民党中央党部接见学生。学生對兩人辯解極不滿意，将陳銘樞踢傷，蔡元培被劫走拖行受傷。于右任出面釋放学生。

## 12月17日

### 捣毁中央日报报館

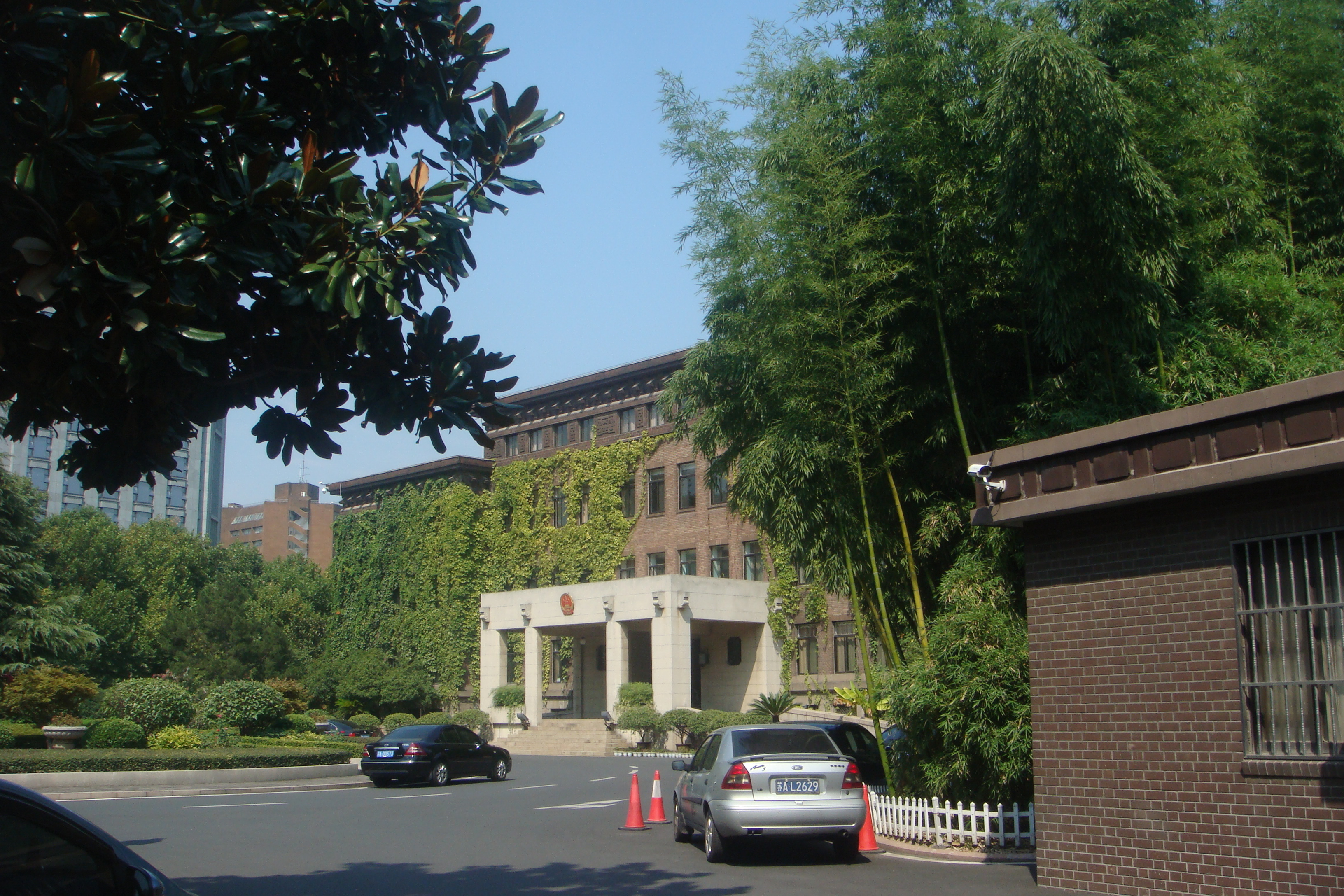
国民政府外交部多次成為九一八學潮抗議地點。今址為江蘇省人大常委會。

12月17日，各地3萬餘學生在南京市大遊行。先從國立中央大學（今东南大学四牌楼校区）整队出发，经中山路、鼓楼、湖南路，过外交部（今国民政府外交部旧址）到国民党中央党部（今临时政府参议院旧址）。下午3時，游行至珍珠桥，學生不滿《中央日报》12月16日刊登評論指責學生由中國共產黨幕後支持，大肆破壞報馆。「平沪学生千余人捣毁中央日报大门、经理部、编辑部、排字房、机器房，继则纵火焚烧报馆，文件账册家具材料悉行付丙，且强阻消防队扑救，为此击伤工友10余人。」

### 珍珠橋慘案

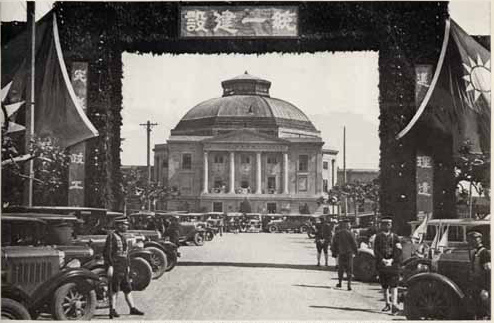
1931年5月南京，國立中央大學

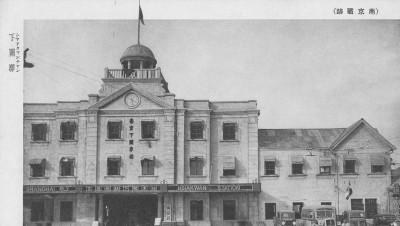
下关火车站。國立中央大學的外地学生被押到火车站送回原籍

下午4时许，首都卫戍司令部镇压。「7名学生跳后窗跃入珍珠河内，其中，上海文生氏英文专科学校学生杨桐恒头部、胸部被刺刀刺伤后，跌入珍珠河裡壮烈牺牲」。学生撈起屍体，勒着白帽边哭边走。
南京各校提早放寒假，18日凌晨军队包围國立中央大學，连吓带赶地學生說“愿意回去的站在这边，不愿回去的站到那边”，最終外地学生被押到下关火车站送回原籍。

### 死傷數
死傷和拘捕數方面，「行凶罪犯62人拘捕，其中38名沪生因系胁从，经讯问即行释放，余25名北平学生交法院也从轻发落，事件中仅1名去排字房捣乱的学生，闻宪兵开到，越窗跳河溺毙」，另一種表述為「1名学生当场被打死，30多人受重伤，60多人被捕」。死者杨桐恒（1906-1931），四川宣汉人，葬於南京雨花台烈士陵园。

## 評價

### 中共黨史
1981年吉林大学马列主义理论教研部邵鹏文教授評價「它给国民党反动统治及其不抵执政策以尖锐揭露和沉重打击，……具有光荣斗争传统的青年学生，并没有被蒋介石的屠刀所吓倒。此后，全国学生运动在白色恐怖下，逐步朝着同工农民众与武装斗争相结合的正确方向深入发展。」

### 國民黨軍官指控學生是汪偽漢奸
2002年香港文汇报前副社长周奕控訴1931年血腥鎮壓，2005年國民黨籍抗日軍官孙元良中將反駁，指控當年學生只敢抗議不敢上戰場，又指控學生總指揮在汪伪汉奸政府充任要职：「（12月15日和17日）如此捣毁机关、阻断交通、殴伤官吏、抢劫汽车、私逮刑讯的刑事罪行，是任何国家任何政府都不能容忍的。职业学生的背后有黑手操控，意图扰乱首都治安，为日本寻衅制造机会。蒋委员长会晤示威学生时，答应让他们开赴前线抗日，然志愿参军者仅百份之一，由此可见那些学生来历之可疑。日本侵略中国，中国学生不敢上战场，也不敢向日本使领馆抗议，反而捣毁中国政府机关，殴打中国官吏，这不是汉奸行为又是什么呢？这批骚动学生的总指挥等数人，日後都在汪伪汉奸政府充任要职。」